# Reaper
För tv-serien, se Reaper (TV-serie)
Reaper (akronym för Rapid Environment for Audio Production, Engineering, and Recording) är en DAW från företaget Cockos. Nuvarande version finns för Windows, MacOS och Linux. Reaper fungerar med de flesta pluginformat (så som AU, VST, VST3 och DX) och kan importera de flesta ljudformat, men även video.

## Historia
Reapers huvudsakliga utvecklare är Justin Frankel, som tidigare även skapat mediaspelaren Winamp. Den första versionen av programmet släpptes 23 december 2006 och version 1.0 släpptes 23 augusti 2007. Justin Frankel har förklarat att programmets namn kommer från att han ville "skörda" igenom alla idéer han hade för en DAW, och han skapade då en akronym från det engelska ordet "reap".
Reaper säljs ej genom några utomstående återförsäljare, och någon aktiv marknadsföring görs ej av programmet. Reaper är dock idag ett väldigt välanvänt program för ljudinspelning och ljudproduktion. Reaper är väldigt omfattande med funktioner. Det uppdateras även kontinuerligt och en stor del av buggtestningen av programmet görs av frivilliga användare genom öppna förhandsversioner.

## Reapers licens
Reaper kan prövas gratis och utan begränsningar i en 60 dagars prövningsperiod. Efter det finns två licenser tillgängliga – en kommersiell och en rabatterad licens. Licenserna påverkar inte funktionerna i programmet, utan skiljer sig endast i pris och målgruppen för den som köper programmet. Den rabatterade licensen ges till de som använder programmet för privat bruk, skolor och mindre företag. Med en licens kan programmet installeras på hur många enheter som helst, så länge det endast körs på en dator åt gången.